# Aeroportul Cesária Évora
Aeroportul Cesária Évora (IATA: VXE, ICAO: GVSV) este un aeroport din São Vicente⁠(d), Barlavento Islands⁠(d), Republica Capului Verde ce deservește zona Mindelo. Aeroportul a fost tranzitat în 2024 de 300.681 de pasageri. A fost deschis în 1960.
Situat la o altitudine de 20 m, aeroportul dispune de 1 pistă. Este operat de Aeroportos e Segurança Aérea⁠(d).

## Infrastructură

### Piste
Aeroportul dispune de o singură pistă. Pista 06/24 are suprafața de asfalt și dimensiunile 2.000 m × 45 m. 